# 图雷
图雷，是西班牙安达卢西亚自治区阿尔梅里亚省的一个市镇。 总面积108km2, 总人口2513人（2001年），人口密度23人/km2。